# Raimataus
Raimataus is een bestuurslaag in het regentschap Belu van de provincie Oost-Nusa Tenggara, Indonesië. Raimataus telt 739 inwoners (volkstelling 2010).